# Cozmeni, Harghita
Cozmeni (în maghiară Csíkkozmás) este satul de reședință al comunei cu același nume din județul Harghita, Transilvania, România. Până în anul 2002 a aparținut comunei Sânmartin.

## Așezare
Localitatea Cozmeni este situată în Depresiunea Ciucului, la limita sudică a județului Harghita cu județul Covasna, la o altitudine de 650 de m, la 22 km. distanță de municipiul Miercurea Ciuc, pe DN12,  Sâncrăieni - Cozmeni - Băile Tușnad.

## Scurt istoric
Prima atestare documentară datează din anul 1332, dar săpăturile arheologice făcute de-a lungul timpului aduc dovezi materiale a unui locuiri încă din cele mai vechi timpuri, astfel în sud-estul satului s-a descoperit o așezate neolitică de tip Criș precum și urmele unei așezări din Hallsttat. 
În locul numit "Bobélyok" s-au descoperit fragmente de vase ceramice aparținând culturii Wietenberg și epoca dacică iar în zona cimitirului materiale arheologice din epoca bronzului.
La marginea vestică a satului, spre "Cetățuia", au fost descoperite fragmente ceramice dacice iar în locul numit "Kőházkert-Conacul Béldi" s-au descoperit fragmente ceramice, fragmente de cahle și colț de mistreț din evul mediu. 
De pe teritoriul satului mai provin fragmente ceramice lucrate cu mâna și la roată și o drahmă Dyrrhachium din secolul al II-lea î.e.n. 
În biserica romano-catolică se află o cristelniță romanică din secolul al XIII-lea. Biserica fortificată romano-catolică se construiește la sfârșitul secolului al XV-lea, în stil gotic, suferind transformări astfel în secolul al XVIII-lea renovările de atunci să fie făcute în stil baroc. 
În anul 1719 satul Cozmeni a fost lovit de o epidemie de ciumă soldată cu 826 de victime în memoria cărora, în anul 1720 s-a așezat o placă comemorativă pe zidul de fortificație al bisericii romano-catolice.
Între anii 1762 - 1851, satul Cozmeni a făcut parte din Compania a II-a a Primului Regiment Secuiesc de Infanterie.

## Economie
Economia localității este una predominant agricolă, bazată pe: cultura plantelor (în special pe cultura cartofului), creșterea animalelor, comerțul cu produse agricole și agroturism.
În mod tradițional, localnicii folosesc pentru uz casnic saramura concentrată extrasă dintr-o fântână de slatină.

## Monumente istorice
Biserica romano-catolică

## Atracții turistice

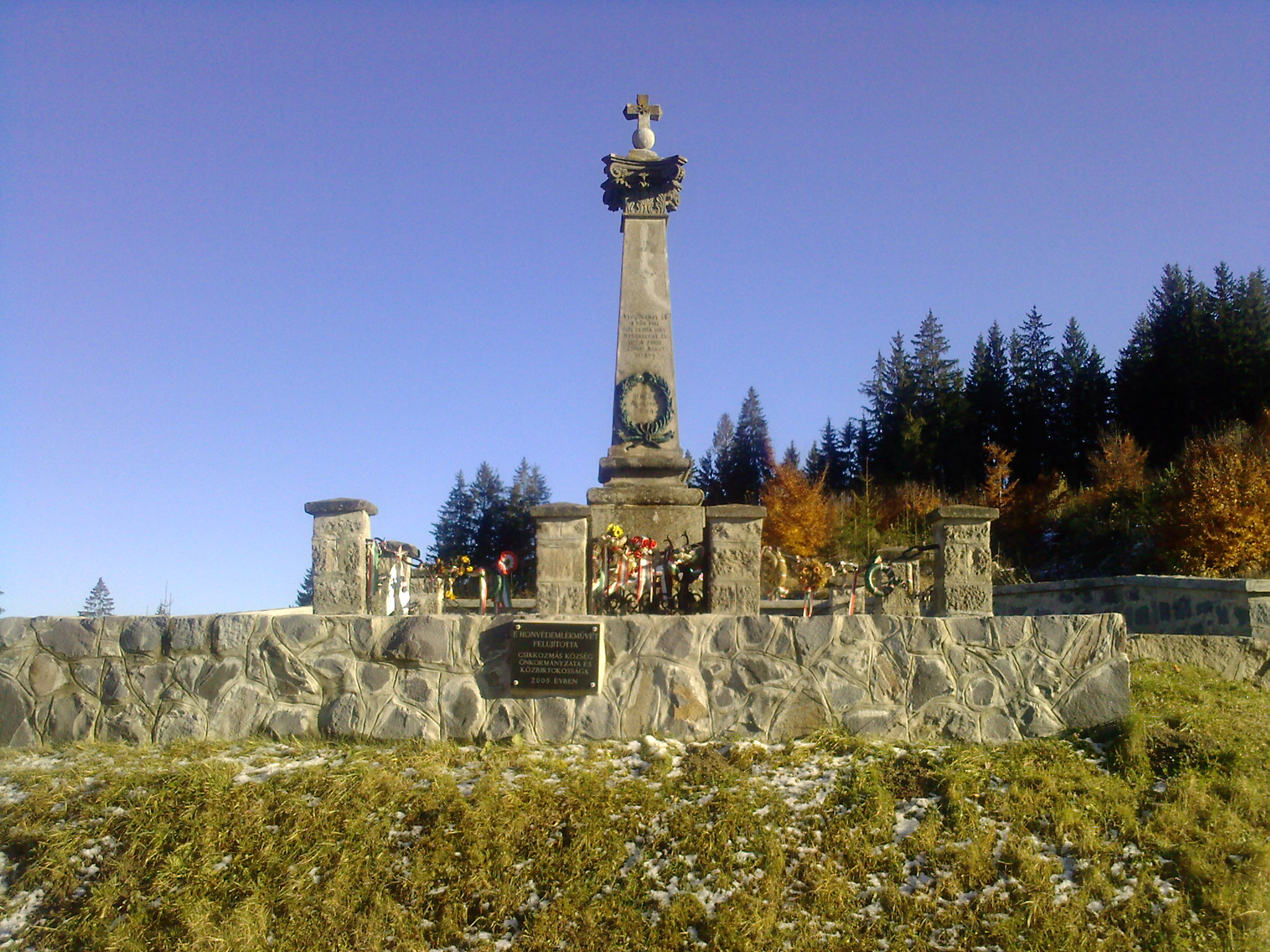
Monumentul comemorativ al luptătorilor de la 1848 - 1849, Cozmeni, judeţul Harghita

- Biserica romano-catolică construită în secolul al XV-lea
- Monumentul comemorativ al luptătorilor căzuți în revolta naționalistă a burgheziei europene de la 1848 - 1849
- Clădirea parohiei
- Casă din lemn construită în anul 1882
- Lacul Sfânta Ana

## Personalități
- Bálint Gyula (1824-1894) - poet
- Dr. Baláys Endre - teolog
- Alajos Boga (1886-1954), cleric romano-catolic, mort în închisoarea Sighet